# Верхнекутулукский
Верхнекутулукский — посёлок в Кинель-Черкасском районе Самарской области. Входит в состав сельского поселения Березняки.

## История
В 1973 г. Указом Президиума ВС РСФСР посёлок отделения № 4 совхоза «Рабочий» переименован в Верхнекутулукский.

## Население
| 2010 |
| ---- |
| 17   |